# Dolní Beřkovice
Dolní Beřkovice jsou obec v okrese Mělník ve Středočeském kraji. Rozkládá se na levém břehu řeky Labe asi pět kilometrů severozápadně od Mělníka. Žije zde přibližně 1 600 obyvatel.

## Historie
První písemná zmínka o obci pochází z roku 1318.
Historii průmyslu v obci zahájil cukrovar knížete Josefa Lobkovice, roku 1852 zaprotokolovaný a roku 1863 rozšířený s podílem Františka Horského, jediná firma, která přes všechny změny trvá dosud. 
Obec je od roku 2000 vytápěna s pomocí odpadního tepla z elektrárny Mělník II.
V obci Dolní Beřkovice (přísl. Podvlčí, 1174 obyvatel, poštovní úřad, telegrafní úřad, telefonní úřad, četnická stanice) byly v roce 1932 evidovány tyto živnosti a obchody: lékař, biograf Sokol, 4 cihelny, cukrovar, obchod s dřívím, 3 holiči, 6 hostinců, instalatér, kapelník, klempíř, kolář, konsumní spolek Svépomoc, 2 řezníci, épomoc, výroba koryt a žlabů, kovář, 3 krejčí, 2 obuvníci, pekař, pila, pivovar, 2 rolníci, 2 obchody se smíšeným zbožím, továrna na stroje a slévárna železa i kovů Císař, 5 trafik, 2 truhláři, 2 obchody s uhlím, 3 velkostatky (Lobkowicz, Franc, Hájek), vinice, zámečník.
V obci Vliněves (615 obyvatel, katol. kostel, samostatná obec se později stala součástí Dolních Beřkovic) byly v roce 1932 evidovány tyto živnosti a obchody: 3 cihelny, obchod s dobytkem, holič, 2 hostince, kolář, 2 kováři, 2 krejčí, 3 obuvníci, pekař, stáčírna lahvového piva, 3 rolníci, 2 řezníci, 3 obchody se smíšeným zbožím, 2 švadleny, trafika, velkostatek, zahradnictví.

## Obyvatelstvo
| Rok            | 1869  | 1880  | 1890  | 1900  | 1910  | 1921  | 1930  | 1950  | 1961  | 1970  | 1980  | 1991  | 2001  | 2011  | 2021  |
| -------------- | ----- | ----- | ----- | ----- | ----- | ----- | ----- | ----- | ----- | ----- | ----- | ----- | ----- | ----- | ----- |
| Počet obyvatel | 1 368 | 1 550 | 1 660 | 1 687 | 1 711 | 1 703 | 1 687 | 1 503 | 1 580 | 1 573 | 1 465 | 1 201 | 1 308 | 1 449 | 1 505 |
| Počet domů     | 173   | 183   | 183   | 203   | 223   | 248   | 315   | 376   | 380   | 381   | 363   | 439   | 455   | 454   | 523   |

## Obecní správa

### Územněsprávní začlenění
Dějiny územněsprávního začleňování zahrnují období od roku 1850 do současnosti. V chronologickém přehledu je uvedena územně administrativní příslušnost obce v roce, kdy ke změně došlo:
- 1850 země česká, kraj Praha, politický i soudní okres Mělník[9]
- 1855 země česká, kraj Praha, soudní okres Mělník
- 1868 země česká, kraj Praha, politický i soudní okres Mělník
- 1939 země česká, Oberlandrat Mělník, politický i soudní okres Mělník[10]
- 1942 země česká, Oberlandrat Praha, politický i soudní okres Mělník[11]
- 1945 země česká, správní i soudní okres Mělník[12]
- 1949 Pražský kraj, okres Mělník[13]
- 1960 Středočeský kraj, okres Mělník
- 2003 Středočeský kraj, okres Mělník, obec s rozšířenou působností Mělník

### Části obce
- Dolní Beřkovice
- Podvlčí
- Vliněves

### Obecní symboly
Znak a vlajka byly obci uděleny rozhodnutím předsedy Poslanecké sněmovny Parlamentu České republiky dne 15. dubna 2010.

## Doprava
Dopravní síť
- Pozemní komunikace – Okrajem obce vede silnice II/246 Louny - Hořín, do samotné obce vedou silnice III. třídy.
- Železnice – Území obce protíná železniční trať Praha – Ústí nad Labem – Děčín. Je to dvoukolejná elektrizovaná celostátní trať zařazená do evropského železničního systému, součást 1. a 4. koridoru, doprava byla na trati zahájena roku 1850. Do železniční stanice Dolní Beřkovice je zapojena vlečka Elektrárny Mělník, která je zapojena také do sousední stanice Hněvice.
- Labská vodní cesta – v obci je na labské vodní cestě zdymadlo (plavební komora).[15]

Veřejná doprava 2012
- Autobusová doprava – Z obce vedly autobusové linky např. do těchto cílů: Mělník, Praha, Roudnice nad Labem, Štětí.
- Železniční doprava – V železniční stanici Dolní Beřkovice zastavovalo v pracovních dnech 14 osobních vlaků, o víkendech 10 osobních vlaků linky S4 v rámci systému Esko Praha. Expresy i rychlíky jí projížděly.

## Pamětihodnosti
- Kaple
- Zámek Dolní Beřkovice z roku 1606

## Turistika
Obcí vede cyklotrasa č. 2 Kralupy nad Vltavou - Mělník - Litoměřice - Ústí nad Labem - Děčín.

## Fotogalerie

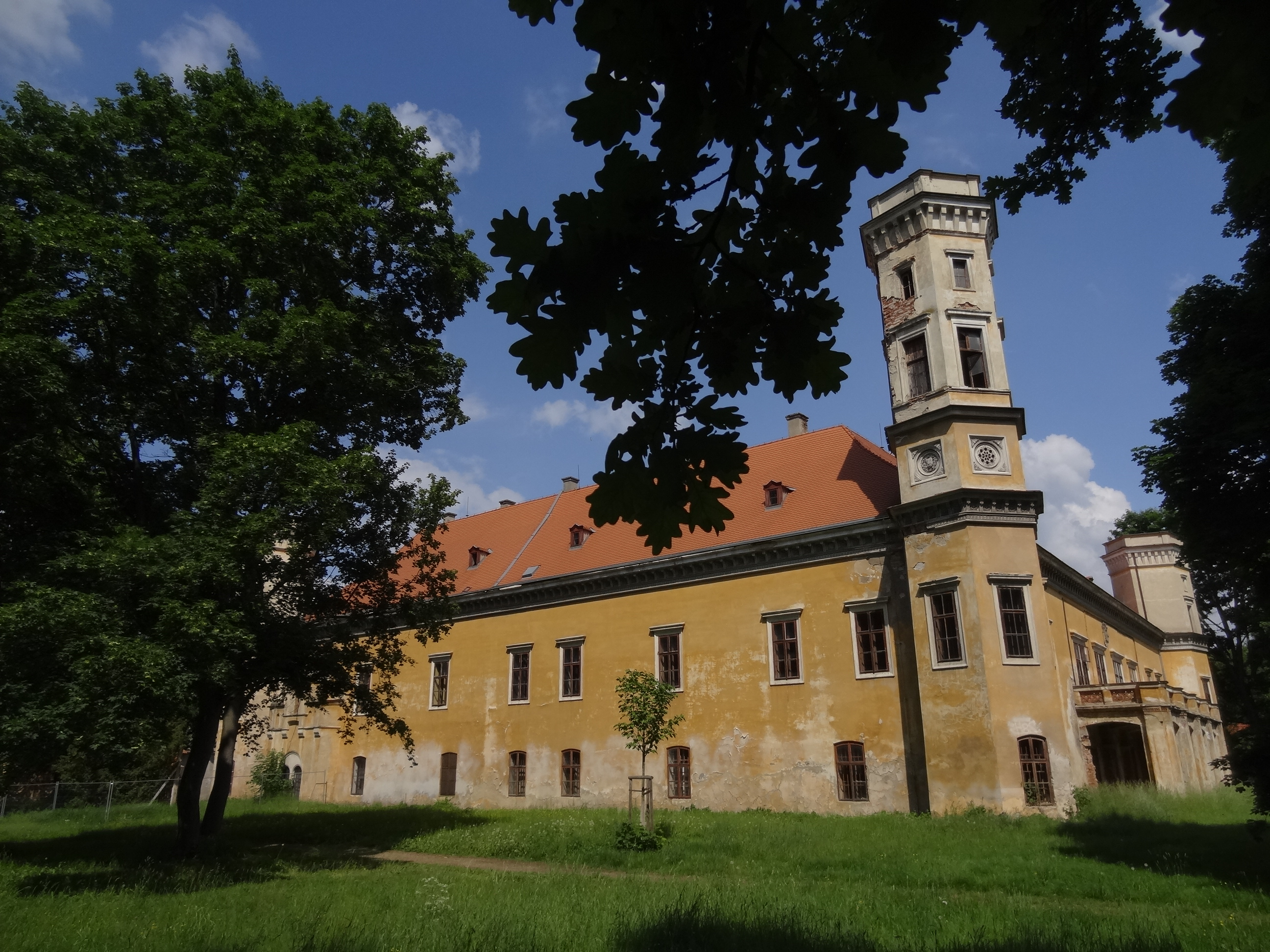
zámek z parku
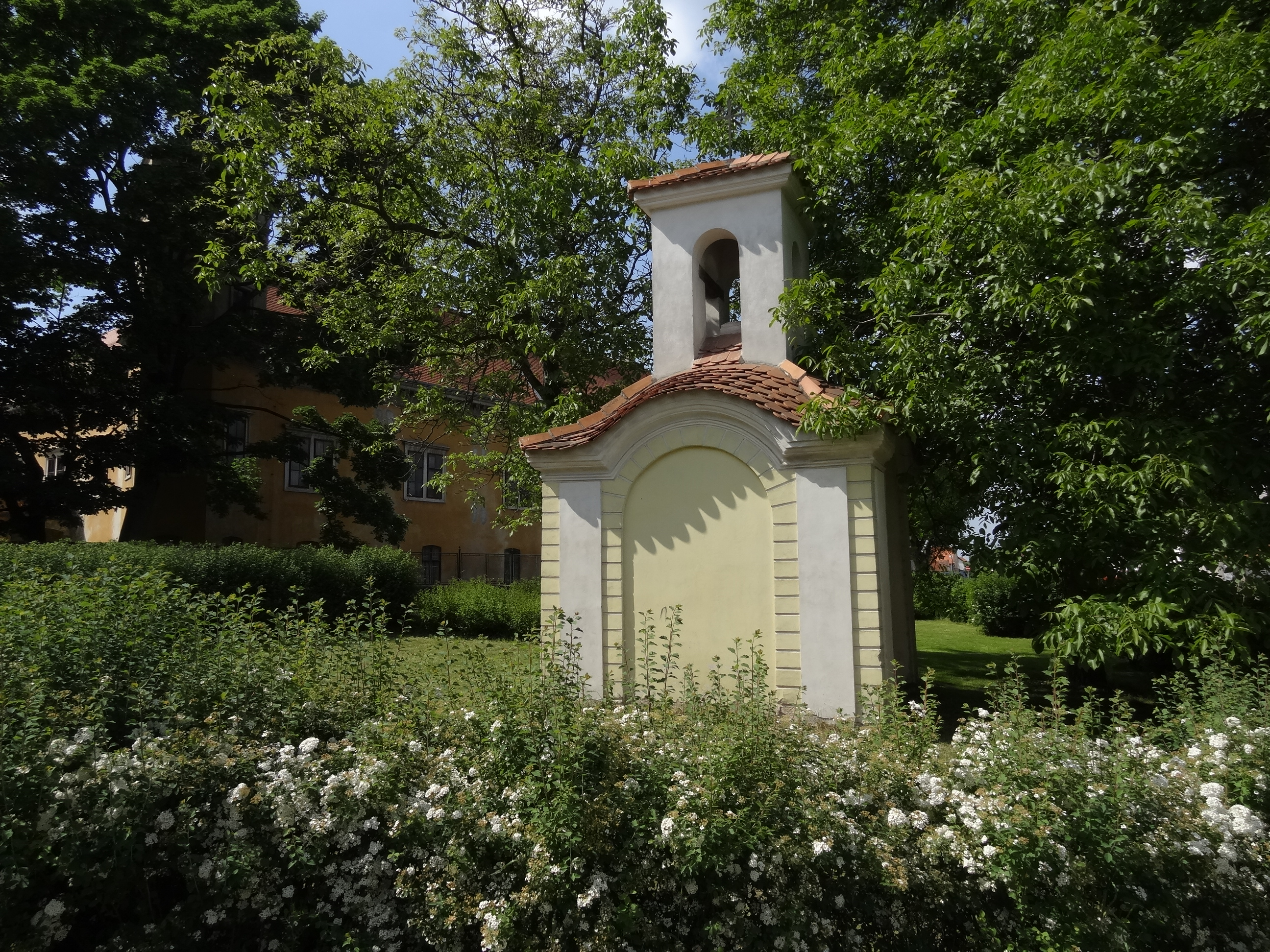
kaplička pod zámkem
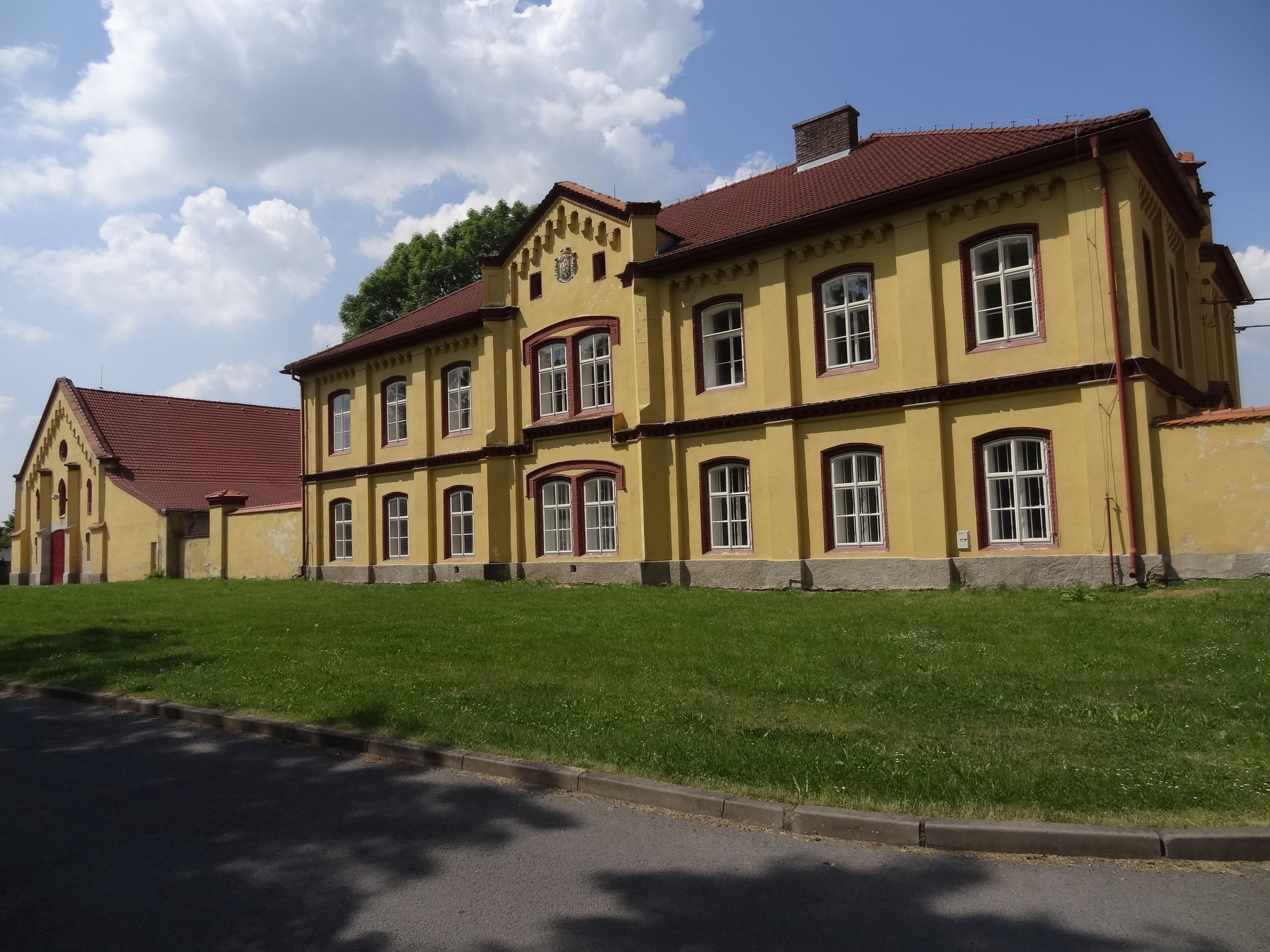
dvůr čp. 81
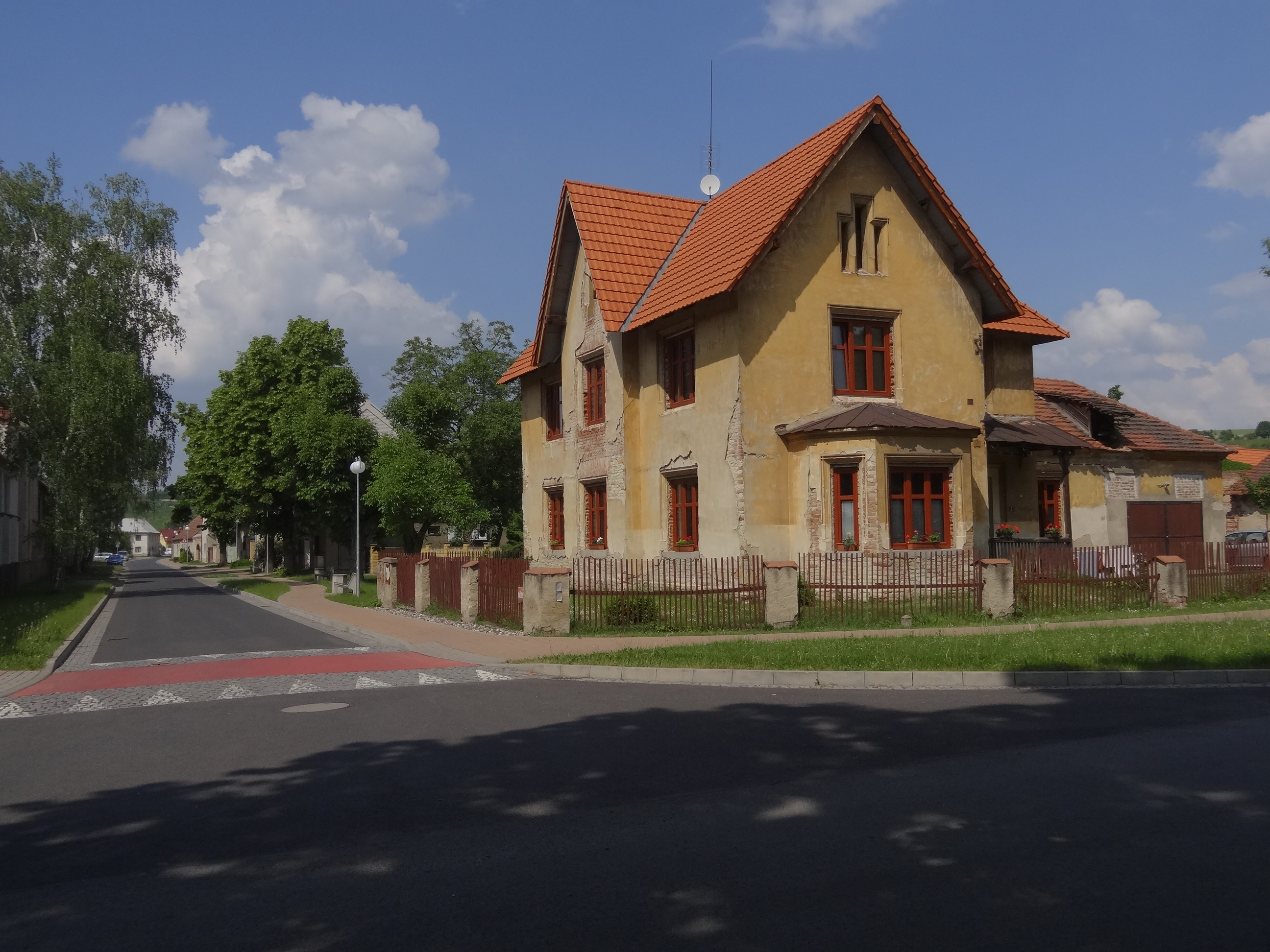
vila čp. 2
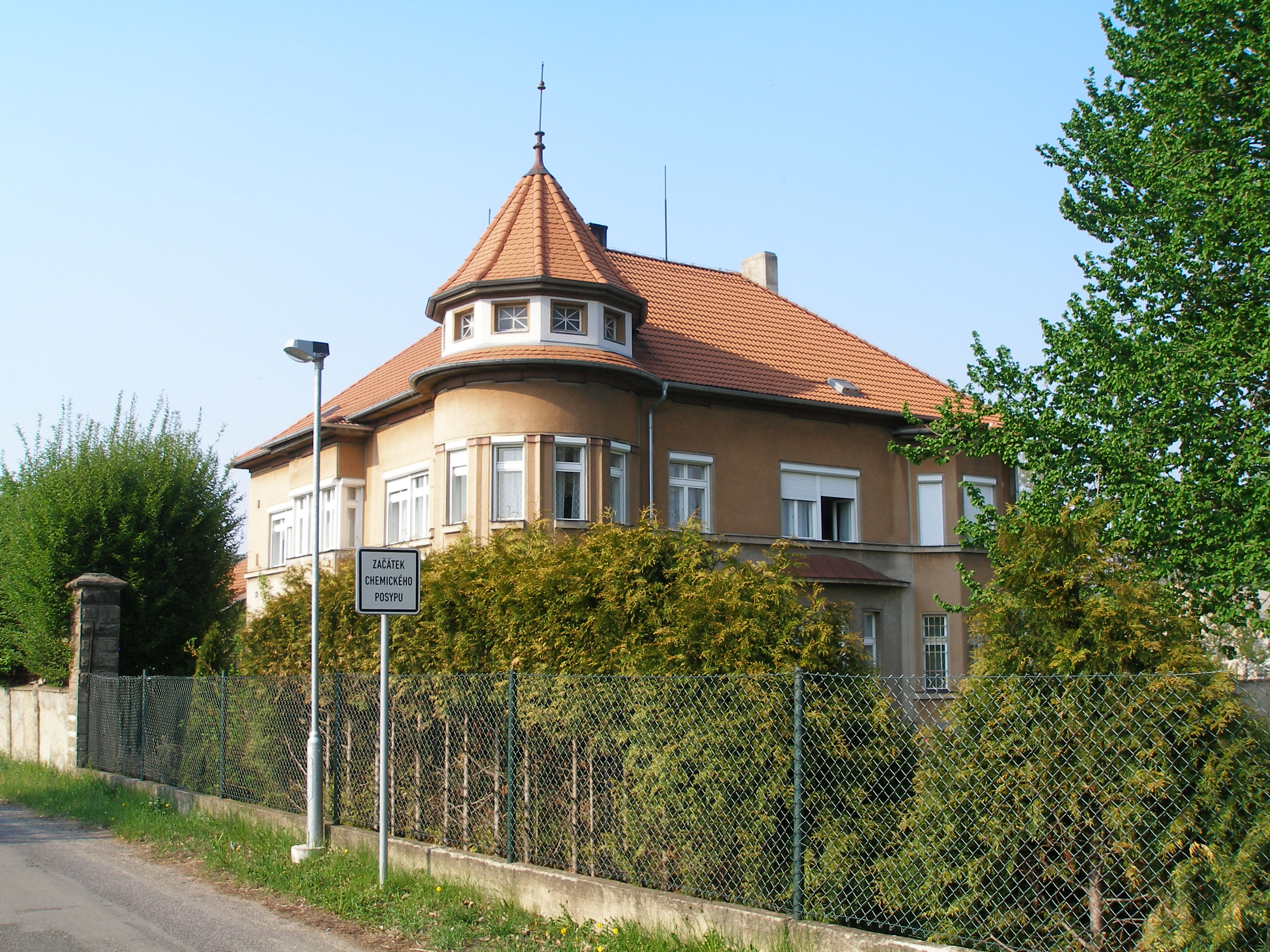
jiná vila
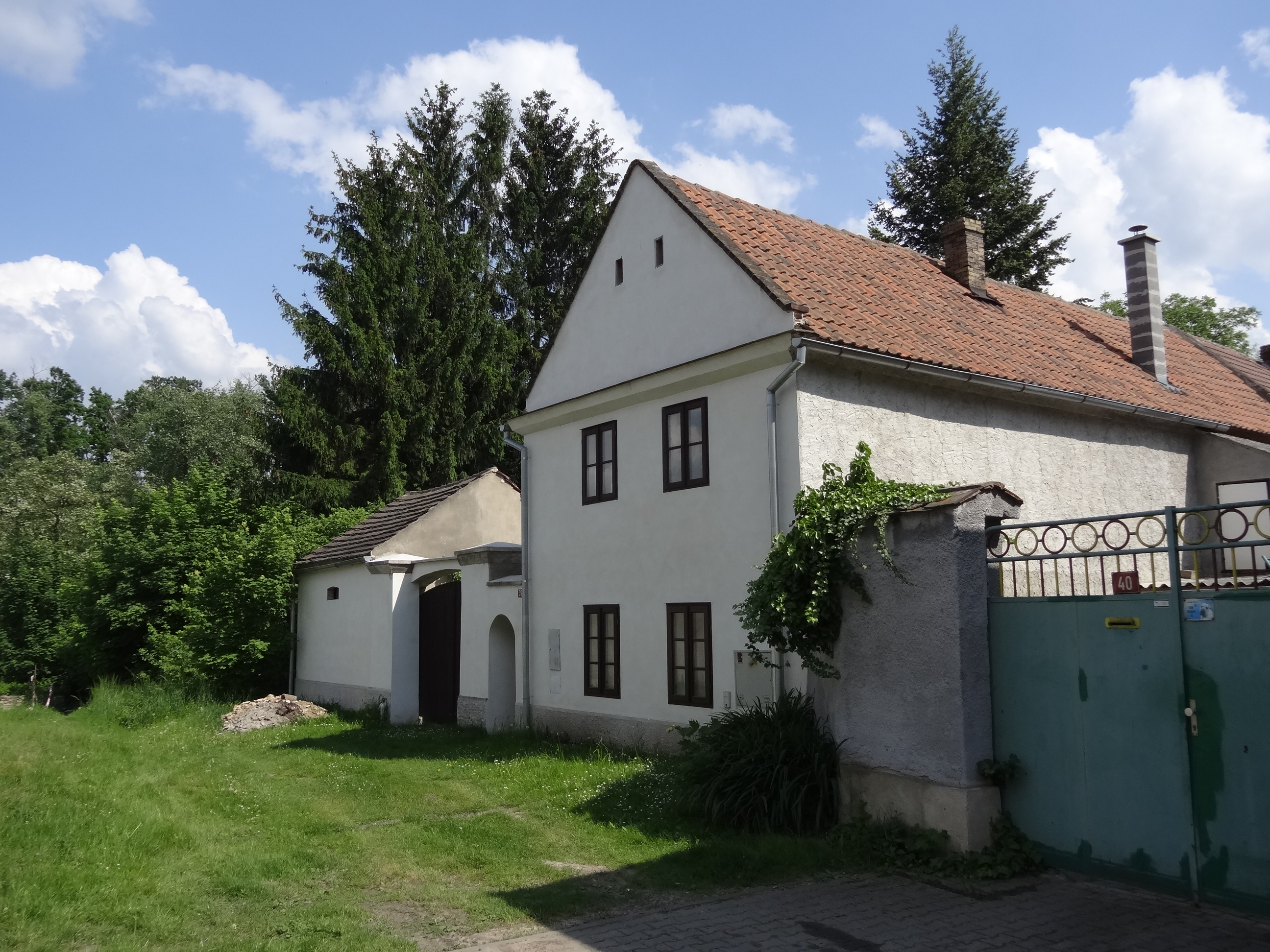
statek čp. 39
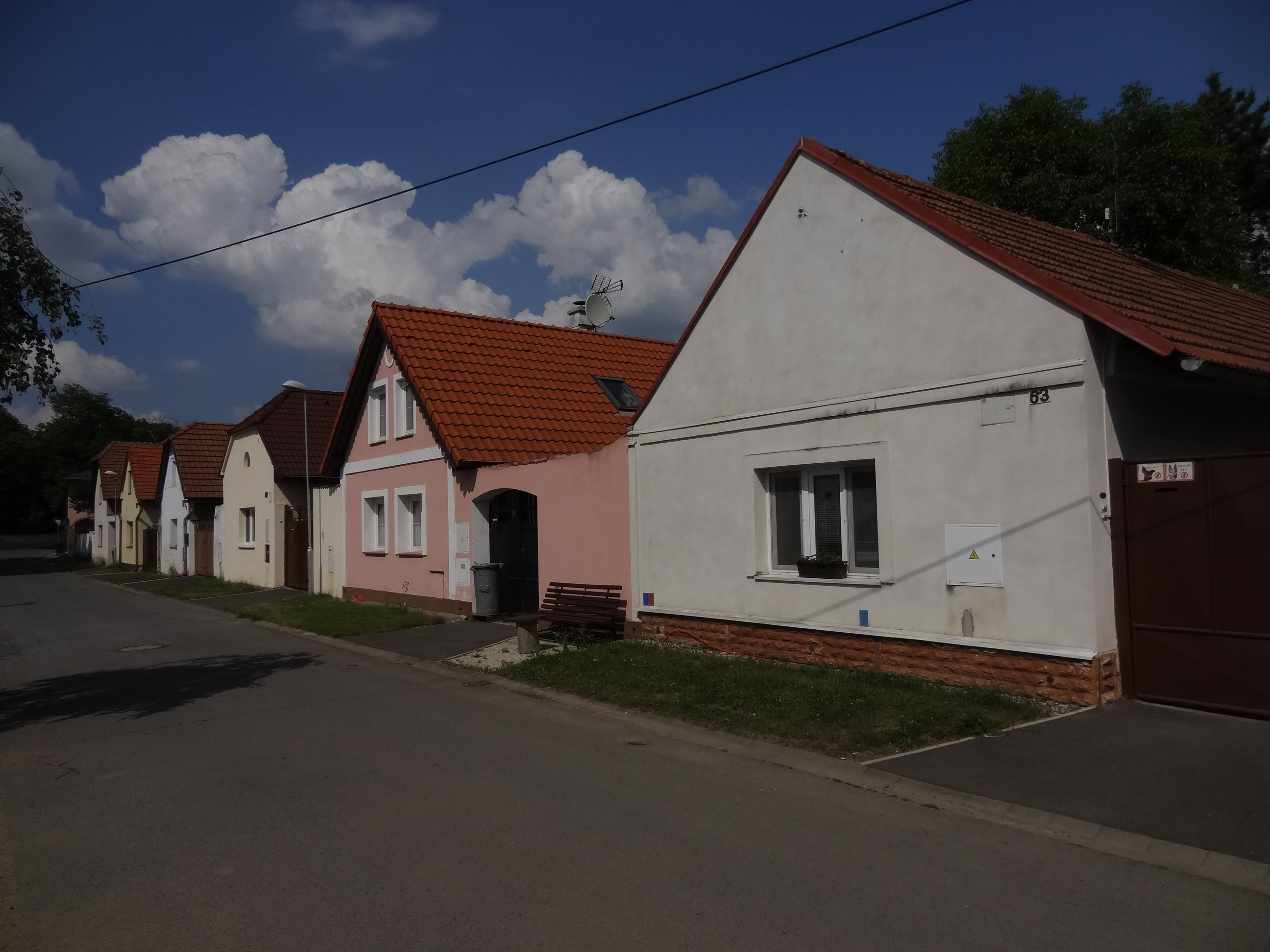
ulička Horní hájek